# Brass Castle
Brass Castle es un lugar designado por el censo ubicado en el condado de Warren en el estado estadounidense de Nueva Jersey. En el año 2010 tenía una población de 1,555 habitantes y una densidad poblacional de 199 personas por km².

## Geografía
Brass Castle se encuentra ubicado en las coordenadas 40°45′42″N 75°0′30″O / 40.76167, -75.00833.

## Demografía
Según la Oficina del Censo en 2000 los ingresos medios por hogar en la localidad eran de $79,227 y los ingresos medios por familia eran $84,783. Los hombres tenían unos ingresos medios de $51,689 frente a los $35,690 para las mujeres. La renta per cápita para la localidad era de $32,393. Alrededor del 4.3% de la población estaba por debajo del umbral de pobreza.